# 反坦克地雷
反坦克地雷（英語：Anti-Tank Mine，简称：AT Mine），是一種用於破壞或摧毀裝甲戰鬥車輛的地雷。與反步兵地雷相比，反坦克地雷通常擁有更高份量的爆炸物，引信被改造成只會被載具觸發。
現代的反坦克地雷更為先進，不再是簡單依靠遙控或載具的壓力引爆的金屬容器：
- 爆炸更有威力，例如使用黑索金炸藥。
- 锥形装药，以增加穿甲效果。
- 先進的分散系統。
- 先進的触发器。

為防止被敵人發現，現今大部份反坦克地雷的雷體和外殼都會改為採用塑料製成。反坦克地雷組合使用壓力或磁來啟動雷管以確保反坦克地雷只能夠被載具觸發。